# パウル・セロイス
パウル・レオ・マリー・セロイス（Paul Leo Mary Serruys、1912年11月19日 – 1999年8月16日）は、ベルギーの淳心会司祭で、言語学者、中国学者。中国名は司礼義（Sī Lǐyì）。
兄（Henry Serruys、1911 – 1983）も淳心会司祭で、モンゴルと中国の歴史学者。

## 生涯と業績
パウル・セロイスはウェスト＝フランデレン州の Heule-Watermolen で生まれた。1931年に兄とともに淳心会にはいった。1936年に司祭に叙階された。中国語をミュリー神父に学んだ。
1937年に中国北部と内蒙古の宣教のために派遣され、はじめ北京で現代中国語を学んだ後、1938年に山西省大同の西冊田の教会に赴任した。セロイスは山西の方言と民俗を子細に研究した。しかし太平洋戦争勃発後の1943年3月に他の宣教師とともに日本に捕えられ、山東省濰県の収容所に送られた。8月以降は北京に軟禁された。この時にテイヤール・ド・シャルダンに会って大きな感化を受けた。
戦後はふたたび大同に戻った。1947年からは北京の普愛堂（淳心会の学術機関）と輔仁大学で研究を行っていたが、国共内戦が激化したため本国の命令で1949年に帰国した。
中華人民共和国が成立すると中国に再入国できなくなった。セロイスは兄とともにアメリカ合衆国に渡り、カリフォルニア大学バークレー校の東洋語学部に入った。揚雄『方言』を元にした漢代の中国語方言に関する論文によって1956年に博士の学位を取得した。同年にグッゲンハイム奨学金を得てさらに『方言』の研究をつづけ、1959年に『The Chinese Dialects of Han Time According to Fang Yen』を出版した。この書には河野六郎・小川環樹による詳しい書評がある。
1962年からジョージタウン大学言語研究所の中国語部門で古典中国語や中国語の方言について教えた。
1965年にはワシントン大学に移り、1981年に退官するまで同大学にあった。古典中国語に加えて金文や甲骨文字の研究を行い、「Studies in the Language of the Shang Oracle Inscriptions」(1974)という長文の論文を書いている。
セロイスは1994年にベルギーに帰国し、ルーヴェンのケッセル＝ローで1999年に没した。

## 主要な著作
- “Philologie et linguistique dans les études sinologiques”. Monumenta Serica (8):  167-219. (1943).
- “The Study of the Chuan Chu in Shuo-wen”. 中央研究院歴史語言研究所集刊 29:  131-195. (1958).
- The Chinese Dialects of Han Time According to Fang Yen. 2. University of California Press. (1959)
- “The Function and Meaning of  yün 云 in Shih ching（詩経）: Its Cognates and Variants”. Monumenta Serica (29):  264-337. (1970-1971).
- “Studies in the Language of the Shang Oracle Inscriptions”. T'oung Pao 60 (1):  12-120. (1974).
- “Remarks on the Nature, Functions and Meanings of the Grammatical Particle in Literary Chinese”. Journal of the American Oriental Studies (96):  543-569. (1976).
- “On the System of the Pu Shou 部首 in the Shuo-wen chieh-tzu”. 中央研究院歴史語言研究所集刊 55 (4):  651-754. (1984).
- “Studies in the Language of the Shih-ching: I, The Final Particle Yi”. Early China (16):  81-168. (1991).